# Сорокопуд сибірський
Сорокопуд сибірський (Lanius cristatus) — вид горобцеподібних птахів родини сорокопудових (Laniidae).

## Поширення

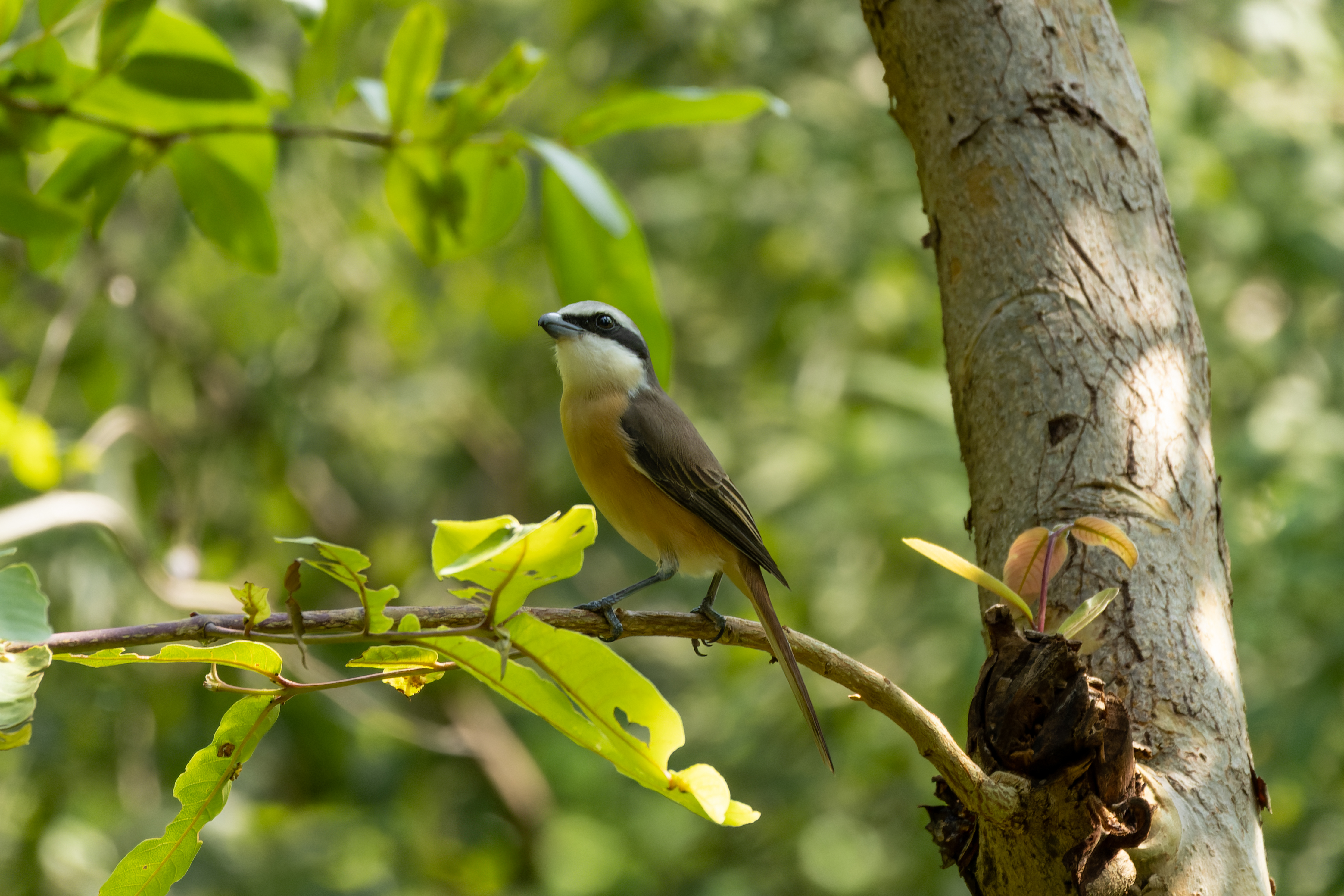
Lanius cristatus

Вид поширений в Північній і Східній Азії. Ареал розмноження цих птахів протягується від Сибіру до Чукотки, на південь до Паміру та центральної та центрально-східної частини Китаю через Монголію, Камчатку, Курили, Японію, Корею та Маньчжурію. На зимівлю різні популяції мігрують на південь, досягаючи Індійського субконтиненту (включаючи Андаманські острови), Південно-Східної Азії, Тайваню або Великих Зондських островів. Поодинокі бродяжні птахи спостерігалися в Європі та Північній Америці.

## Опис
Дрібний птах 18—20 мм, вагою 28—40 г. Схожий на сорокопуда тернового. Відрізняється від нього тим, що верх голови та спина коричневі, рудим відтінком на голові та попереку. Хвіст коричневий. Самиці схожі на самців, але тьмяніші, буває лускатий малюнок на нижньому боці тіла.